# Benedictus XIII
Benedictus XIII, född Pietro Francesco Orsini 2 februari 1649 i Gravina in Puglia, Italien, död 21 februari 1730 i Rom, var påve från den 29 maj 1724.

## Biografi
Pietro Francesco Orsini, som tillhörde den gamla adelssläkten Orsini, inträdde 1667 i benediktinorden, utnämndes redan 1672 till kardinalpräst med San Sisto Vecchio som titelkyrka, 1686 till ärkebiskop av Benevento och valdes 1724 till påve. Han antog först namnet Benedictus XIV, sedan Benedictus XIII, då hans namne aldrig varit erkänd av hela Kyrkan. 
Benedictus sökte reformera kurian och prästerskapet, fastän de reformdekret som antogs vid Laterankonciliet 1725 vann föga gehör. Lika liten framgång hade han i sina strider med tysk-romerske kejsaren Karl VI, Frankrike, Sardinien och Portugal. Även Benedictus inre styrelse var olycklig; särskilt nådde kurians finansnöd genom kardinal Niccolò Coscias egennyttiga förvaltning en förfärande nivå. Benedictus var en ganska produktiv teologisk skriftställare; en upplaga av hans samlade arbeten, Opere di Benedetto XIII, utgavs i Ravenna 1728.
Benedictus lät uppföra en rad nya byggnader i Rom och anlitade vid flera tillfällen arkitekten Filippo Raguzzini.
Benedictus XIII har fått sitt sista vilorum i kyrkan Santa Maria sopra Minerva i centrala Rom. Gravmonumentet utformades av Carlo Marchionni; påvens staty är utförd av Pietro Bracci.